# Argulus multicolor
Argulus multicolor is een visluizensoort uit de familie van de Argulidae. De wetenschappelijke naam van de soort is voor het eerst geldig gepubliceerd in 1937 door Schuurmans Stekhoven J.H. Jr.